# 후시미노미야

후시미노미야(일본어: 伏見宮)는 일본 황실의 미야케(宮家)로, 4대 세습친왕가(世襲親王家) 중 하나이다. 이 가문으로부터 수많은 방계 미야케가 창설되었다.

## 개관
호쿠초(北朝)의 제3대 천황이었던 스코 천황(崇光天皇)의 첫째 황자였던 요시히토 친왕(栄仁親王)은 지묘인통(持明院統)의 적류(嫡流)였음에도 불구하고 쇼군(将軍) 아시카가 요시미쓰(足利義満)에 의해 의도적으로 황위 계승에서 배제되었던 것으로 보이며, 대신 황실 소유의 영지 가운데 하나인 후시미 영지(伏見御領)를 받아 후시미노도노(伏見殿)로 불렸다.
요시히토 친왕의 아들인 사다요시 친왕(貞成親王) 때에 이르러 처음으로 후시미노미야(伏見宮)를 칭했다. 이후 사다요시 친왕의 첫째 아들이 고하나조노 천황(後花園天皇)으로써 즉위하고 둘째 아들은 사다쓰네 친왕(貞常親王)으로 후시미노미야를 이어받았고, 사다쓰네 친왕은 형으로부터 영구히 「후시미노도노」라는 칭호를 사용해도 좋다는 칙허를 받아 이후 대대로 「후시미노미야」라는 궁호를 전하게 된다.
막부 말기부터 메이지 유신(明治維新) 때의 19대 사다유키 친왕(貞敬親王), 20대 ・ 23대 구니이에 친왕(邦家親王)은 많은 자녀를 두어 사다유키 친왕으로부터 나시모토노미야(梨本宮), 구니이에 친왕으로부터 야마시나노미야(山階宮) ・ 구니노미야(久邇宮) ・ 가쵸노미야(華頂宮) ・ 고마쓰노미야(小松宮) ・ 기타시라카와노미야(北白川宮) ・ 히가시후시미노미야(東伏見宮)가 각기 창설되어, 막부 말기에 거의 단절되어 있었던 간인노미야(閑院宮)를 이어받아 재흥시켰다. 또한 구니노미야로부터 다시금 가야노미야(賀陽宮) ・ 히가시구니노미야(東久邇宮) ・ 아사카노미야(朝香宮) 등의 궁가가 창설되었다. 메이지 유신 이후에 창설된 궁가는 거의가 후시미노미야 계통이다.
구니이에 친왕의 뒤를 이은 24대 사다나루 친왕(貞愛親王)은 원수(元帥) ・ 육군대장(陸軍大将)을 지냈다. 메이지 천황(明治天皇) 및 다이쇼 천황(大正天皇)의 신임도 두터웠으며, 황족의 중진으로써 대일본농회(大日本農会) ・ 재향군인회(在郷軍人会)의 총재를 역임하였다.
사다나루 친왕의 뒤를 이은 것은 25대 히로야스 왕(博恭王)이었다. 히로야스 왕은 당초 가죠노미야 집안을 이었으나 후시미노미야 집안의 뒤를 잇기로 내정되어 있었던 동생 구니마사 왕(邦芳王)이 병약했기 때문에 다시 후시미노미야를 잇게 되었다. 원수 ・ 해군대장(海軍大將) ・ 군령부총장(軍令部総長)으로써 일본 제국 해군의 실력자가 되었다. 패전 1년 뒤인 1946년 8월 16일 히로야스 왕이 죽고 첫째 아들이었던 히로요시 왕(博義王)도 아버지보다도 일찍 세상을 떠났기 때문에 히로요시 왕의 첫째 아들인 히로아키 왕(博明王)이 26대 후시미노미야 당주가 되었다.
1947년 10월 14일 GHQ의 지령에 의해 황적을 이탈, 후시미 씨(伏見氏)를 쓰게 되었다.

## 파생 가문
- 가야노미야(賀陽宮)
- 나시모토노미야(梨本宮)
- 야마시나노미야(山階宮)
- 구니노미야(久邇宮)
- 기타시라카와노미야(北白川宮)
- 히가시구니노미야(東久邇宮)
- 다케다노미야(竹田宮)
- 가쵸노미야(華頂宮)
- 아사카노미야(朝香宮)
- 히가시후시미노미야(東伏見宮) 혹은 고마쓰노미야(小松宮)

## 역대 당주
1. 요시히토 친왕(栄仁親王) : 북조(北朝) 스코 천황(崇光天皇)의 제1황자
2. 하루히토 왕(治仁王, 1370 - 1417)
3. 사다후사 친왕(貞成親王, 1372 - 1447) : 고스코인(後崇光院), 요시히토 친왕의 아들, 후일 고하나조노 천황(後花園天皇)의 부친
4. 사다쓰네 친왕(貞常親王, 1426 - 1474) : 고하나조노 천황의 형제
5. 구니타카 친왕(邦高親王, 1456 - 1532)
6. 사다아쓰 친왕(貞敦親王, 1488 - 1572)
7. 구니스케 친왕(邦輔親王, 1513 - 1563)
8. 사다야쓰 친왕(貞康親王, 1547 - 1568)
9. 구니노부 친왕(邦房親王, 1566 - 1622) : 구니스케 친왕의 아들
10. 사다키요 친왕(貞清親王, 1596 - 1654)
11. 구니나리 친왕(邦尚親王, 1615 - 1654)
12. 구니미치 친왕(邦道親王, 1641 - 1654) : 사다키요 친왕의 아들
13. 사다유키 친왕(貞致親王, 1632 - 1694) : 사다키요 친왕의 아들
14. 구니나가 친왕(邦永親王, 1676 - 1726)
15. 사다타케 친왕(貞建親王, 1701 - 1754)
16. 구니타다 친왕(邦忠親王, 1732 - 1759)
17. 사다모치 친왕(貞行親王, 1760 - 1772) : 모모조노 천황(桃園天皇)의 아들
18. 구니요리 친왕(邦頼親王, 1733 - 1802) : 사다타케 친왕의 아들
19. 사다요시 친왕(貞敬親王, 1776 - 1841)
20. 구니이에 친왕(邦家親王, 1802 - 1872) : 이 대(代)부터 각종 미야케가 파생
21. 사다노리 친왕(貞教親王, 1836 - 1862)
22. 사다나루 친왕(貞愛親王, 1858 - 1923)
23. 히로야스 왕(博恭王, 1875 - 1946)
24. 히로아키 왕(博明王, 1932 - 1947) 이후 황적 이탈

## 같이 보기
- 일본의 황위 계승 순위